# Космос-2293
Космос-2293 је један од преко 2400 совјетских вјештачких сателита лансираних у оквиру програма Космос.
Космос-2293 је лансиран са космодрома Тјуратам, Бајконур, Казахстан, 2. новембра 1994. Ракета-носач је поставила сателит у орбиту око планете Земље. Маса сателита при лансирању је износила 3150 килограма. Космос-2293 је био војни извиђачки сателит за праћење флоте.